# Isaac Pante
Isaac Pante (* 13. August 1981 in Monthey, Kanton Wallis) ist ein französischsprachiger Schweizer Schriftsteller und Sprachwissenschaftler.

## Leben
Isaac Pante besuchte das Collège de l’Abbaye in Saint-Maurice, das er 2001 mit der Matura abschloss. Daraufhin studierte er Philosophie, Linguistik und Informatik an der Universität Lausanne. An der dortigen Section des sciences du langage et de l’information (SLI) hat er einen Lehrauftrag inne.
Pante hat bisher neben seinen wissenschaftlichen Publikationen mehrere Erzählungen und 2022 mit Barrakuda ein Kartenspiel veröffentlicht.

## Auszeichnungen
- 2006: Fakultätspreis der Uni Lausanne für die Masterarbeit Max Stirner, une restauration
- 2019: Literaturpreis der Fondation Edouard et Maurice Sandoz[2]

## Werke
- Passé par les armes. Témoignage. Pillet, Saint-Maurice 2005, ISBN 2-940145-47-4.
- Je connais tes œuvres. G d’Encre, Le Locle 2012, ISBN 978-2-940501-02-1.
- Tout ce qui remue et qui vit. Roman. Natei Scapa Editions, 2013 (nur als E-Book, für Amazon Kindle).